# Wushu tại Đại hội Thể thao châu Á 2018 - Trường quyền nam
Bản mẫu:Wushu tại Đại hội Thể thao châu Á 2018
Nội dung trường quyền nam tại Đại hội Thể thao châu Á 2018 được tổ chức vào ngày 19 tháng 8 năm 2018 tại Jakarta International Expo. Đây sẽ là nội dung đầu tiên được trao huy chương tại Đại hội Thể thao châu Á 2018.

## Lịch thi đấu
All times are Indonesia Standard Time (UTC+07:00)
| Ngày                          | Thời gian | Nội dung  |
| ----------------------------- | --------- | --------- |
| Chủ nhật, 19 tháng 8 năm 2018 | 09:00     | Chung kết |

## Kết quả
| Xếp hạng | Vận động viên                          | Điểm          |
| -------- | -------------------------------------- | ------------- |
| 1        | Sun Peiyuan (CHN)                      | 9.75          |
| 2        | Edgar Xavier Marvelo (INA)             | 9.72          |
| 3        | Tsai Tse-min (TPE)                     | 9.70          |
| 4        | Song Chi Kuan (MAC)                    | 9.68          |
| 5        | Anjul Namdeo (IND)                     | 9.66          |
| 6        | Yong Yi Xiang (SGP)                    | 9.65          |
| 7        | Ren SakamotoO (JPN)                    | 9.64          |
| 8        | Yeap Wai Kin (MAS)                     | 9.63          |
| 9        | Wong Weng Son (MAS)                    | 9.59          |
| 10       | Suraj Singh Mayanglambam (IND)         | 9.51          |
| 11       | Arstan Urazov (KAZ)                    | 9.36          |
| 12       | Lee Ha-sung (KOR)                      | 9.31          |
| 13       | Kyaw Htet Han (MYA)                    | 8.94          |
| 14       | Bijay Sinjali (NEP)                    | 8.25          |
| 15       | Golab Shah Omari (AFG)                 | 8.09          |
| 16       | Saddam Hussein Hussein Al-Rahomi (YEM) | 7.99          |
| 17       | Muhammad Abdul Rehman (PAK)            | 6.70          |
| —        | Tran Xuan Hiep (VIE)                   | Không thi đấu |